# Дејвид О. Расел
Дејвид О. Расел (енгл. David O. Russell; Њујорк, 20. август 1958) амерички је филмски режисер, сценариста и продуцент. Познат је по филмовима Боксер (2010), У добру и у злу (2012) и Америчка превара (2013), који су остварили успех код критичара и публике и донели му три номинације за Оскара за најбољег режисера, као и номинације за најбољи оригинални сценарио и најбољи адаптирани сценарио.

## Филмографија
| Година | Српски назив       | Изворни назив | Режисер | Сценариста | Продуцент | Напомене |
| ------ | ------------------ | ------------- | ------- | ---------- | --------- | --- |
| 1994.  |                    |               | Да      | Да         | Да        | |
| 1996.  | Играње са судбином |               | Да      | Да         | Не        | номинација - Награда Спирит за најбољег режисера                                                                              |
| 1999.  | Три краља          |               | Да      | Да         | Не        | |
| 2004.  | Правило најјачих   |               | Не      | Не         | Да        | |
| 2004.  | Волим Хакабис      |               | Да      | Да         | Не        | |
| 2004.  |                    |               | Да      | Да         | Да        | документарни |
| 2004.  | Спикер             |               | Не      | Не         | Да        | |
| 2010.  | Боксер             |               | Да      | Не         | Не        | номинација - Оскар за најбољег режисера                                                                                       |
| 2012.  | У добру и у злу    |               | Да      | Да         | Не        | Награда Спирит за најбољег режисера номинација - Оскар за најбољег режисера номинација - Оскар за најбољи адаптирани сценарио |
| 2013.  | Америчка превара   |               | Да      | Да         | Не        | номинација - Оскар за најбољег режисера номинација - Оскар за најбољи оригинални сценарио                                     |
| 2015.  | Случајна љубав     |               | Да      | Не         | Не        | |
| 2015.  | Џој                |               | Да      | Да         | Да        | |
| 2022.  | Амстердам          |               | Да      | Да         | Да        | |